# Матеюк Світлана Миколаївна
Матеюк Світлана Миколаївна (5 жовтня 1932 — 15 січня 2020)  — українська співачка, педагог, науковець. Дружина Б. П. Гнидя.
Народилася 5 жовтня 1932р. у м. Переяславі Київської області. Після закінчення Київської консерваторії (1966, клас професора М. Єгоричевої) працювала солісткою Оперної студії при Київській консерваторії (лірико-драматичне сопрано).
Оперні партії: Наташа, Маргарита, Катаріна, Татьяна, Наталка («Русалка» О. Даргомижського, «Фауст» Ш. Гуно, «Приборкання непокірної» В. Шебаліна, «Євгеній Онєгін» П. Чайковського, «Наталка Полтавка» М. Лисенка) та ін.
З 1970 р. по 2005 працювала в Київській консерваторії як викладач, старший викладач, з 1987 р. працює на посаді доцента. Вела спеціальний клас та навчала диригентів-хормейстерів, які проходили курс у рамках загальної постановки голосу.
Деякий час працювала із студентами-бандуристами. Має випускників, лауреатів конкурсів, вихованців, які займають помітне місце у творчому житті України та за її межами.
Серед її учнів:
- вокалісти — В. Тітух, Н. Зурабян, Н. Петренко, А. Євтушенко, О. Пашкова та інші;
- диригенти — Л. Пал, О. Довгий, брати Юрій та Володимир Курачі, А. Кульбаба, В. Шейко, С. Солонько, Р.Толмачов та багато інших;
- бандуристи — В. Єсипок, М. Мошик, М. Кардаш, О. Обуховська, С. Троценко та інші.

Має публікації, методичні розробки, рукописні статті.
Неодноразово виступала з доповідями на науково-методичних конференціях, перед педагогами на
факультеті підвищення кваліфікації, давала відкриті уроки. Читала курси лекцій «Введення у фах» та
«Вокальне виконавство». Була куратором курсу, заступником декана вокального та диригентського
факультетів.

## Джерело
- Гнидь Б. П. Виконавські школи України. — К.: НМАУ, 2002.